# Mystery Science Theater 3000
Mystery Science Theater 3000 (abreviat ca MST3K) este un serial american cult de comedie creat de Joel Hodgson și produs de către Best Brains, Inc. Serialul a avut premiera pe canalul KTMA în Minneapolis, Minnesota la data de 24 noiembrie 1988. A fost difuzat mai târziu de The Comedy Channel/Comedy Central pentru încă șase sezoane până la anularea sa în 1997. Serialul a fost mai apoi preluat de către Syfy (cunoscut atunci sub numele de The Sci-Fi Channel) și a fost difuzat pentru încă trei sezoane până la anularea sa finală în august 1999.
În 2015, Hodgson a condus o revigorare a serialului cu 14 episoade în al unsprezecelea sezon, care a fost lansat pe Netflix.Format:Aired episodes
Un film de lung metraj intitulat Teatrul misterelor (Mystery Science Theater 3000: The Movie) a fost lansat la 19 aprilie 1996.

## Prezentare
Serialul prezintă un om și roboții săi care sunt blocați într-o stație spațială de către un om de știință nebun care îi forțează să se uite la o selecție de filme proaste, adesea (dar nu întotdeauna) filme științifico-fantastice de categoria B. Pentru a-și menține sănătatea mentală, omul și roboții săi fac comentarii amuzante în timpul vizionării acestor filme. Fiecare film este prezentat împreună cu siluetele omului și ale roboților care gesticulează și se strâmbă în toate felurile în partea de jos a ecranului. 

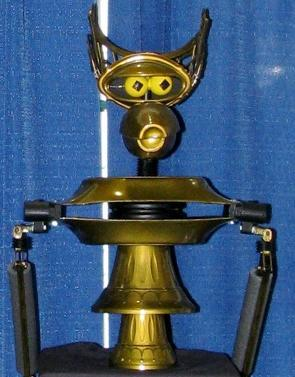
Crow T Robot

## Personaje
| Actorii Mystery Science Theater 3000                                                             | Actorii Mystery Science Theater 3000                 | Actorii Mystery Science Theater 3000                  | Actorii Mystery Science Theater 3000                  | Actorii Mystery Science Theater 3000                  | Actorii Mystery Science Theater 3000                  | Actorii Mystery Science Theater 3000                  | Actorii Mystery Science Theater 3000                  | Actorii Mystery Science Theater 3000                  | Actorii Mystery Science Theater 3000                  | Actorii Mystery Science Theater 3000 | Actorii Mystery Science Theater 3000 | Actorii Mystery Science Theater 3000 | Actorii Mystery Science Theater 3000 | Actorii Mystery Science Theater 3000 | Actorii Mystery Science Theater 3000 | Actorii Mystery Science Theater 3000 |
| ------------------------------------------------------------------------------------------------ | ---------------------------------------------------- | ----------------------------------------------------- | ----------------------------------------------------- | ----------------------------------------------------- | ----------------------------------------------------- | ----------------------------------------------------- | ----------------------------------------------------- | ----------------------------------------------------- | ----------------------------------------------------- | ------------------------------------ | ------------------------------------ | ------------------------------------ | ------------------------------------ | ------------------------------------ | ------------------------------------ | ------------------------------------ |
| Personaje                                                                                        | "Sezonul 0" - KTMA (1988–89)                         | Sezoanele Comedy Channel / Comedy Central (1989–1996) | Sezoanele Comedy Channel / Comedy Central (1989–1996) | Sezoanele Comedy Channel / Comedy Central (1989–1996) | Sezoanele Comedy Channel / Comedy Central (1989–1996) | Sezoanele Comedy Channel / Comedy Central (1989–1996) | Sezoanele Comedy Channel / Comedy Central (1989–1996) | Sezoanele Comedy Channel / Comedy Central (1989–1996) | Sezoanele Comedy Channel / Comedy Central (1989–1996) | Filmul (1996)                        | Sezoanele SCI FI (1997–99)           | Sezoanele SCI FI (1997–99)           | Sezoanele SCI FI (1997–99)           | Sezoanele SCI FI (1997–99)           | Seria Flash (2007–2008)              | Giant Gila Monster sketch (2008)     |
| Personaje                                                                                        | "Sezonul 0" - KTMA (1988–89)                         | 1                                                     | 2                                                     | 3                                                     | 4                                                     | 5                                                     | 5                                                     | 6                                                     | 7                                                     | Filmul (1996)                        | 8                                    | 8                                    | 9                                    | 10                                   | Seria Flash (2007–2008)              | Giant Gila Monster sketch (2008)     |
|                                                                                                  |                                                      |                                                       |                                                       |                                                       |                                                       |                                                       |                                                       |                                                       |                                                       |                                      |                                      |                                      |                                      |                                      |                                      |                                      |
| Joel Robinson "Joel Hodgson" în timpul sezonului 0, "Joel" (fără alt nume) în timpul sezonului 1 | Joel Hodgson                                         | Joel Hodgson                                          | Joel Hodgson                                          | Joel Hodgson                                          | Joel Hodgson                                          | Joel Hodgson                                          |                                                       |                                                       |                                                       |                                      |                                      |                                      |                                      | Joel Hodgson1                        |                                      | Joel Hodgson                         |
| Mike Nelson                                                                                      |                                                      |                                                       |                                                       |                                                       |                                                       |                                                       | Michael J. Nelson                                     | Michael J. Nelson                                     | Michael J. Nelson                                     | Michael J. Nelson                    | Michael J. Nelson                    | Michael J. Nelson                    | Michael J. Nelson                    | Michael J. Nelson                    |                                      |                                      |
| Crow T. Robot                                                                                    | Trace Beaulieu                                       | Trace Beaulieu                                        | Trace Beaulieu                                        | Trace Beaulieu                                        | Trace Beaulieu                                        | Trace Beaulieu                                        | Trace Beaulieu                                        | Trace Beaulieu                                        | Trace Beaulieu                                        | Trace Beaulieu                       | Bill Corbett                         | Bill Corbett                         | Bill Corbett                         | Bill Corbett                         | Paul Chaplin                         | Trace Beaulieu                       |
| Tom Servo                                                                                        | Josh Weinstein                                       | Josh Weinstein                                        | Kevin Murphy                                          | Kevin Murphy                                          | Kevin Murphy                                          | Kevin Murphy                                          | Kevin Murphy                                          | Kevin Murphy                                          | Kevin Murphy                                          | Kevin Murphy                         | Kevin Murphy                         | Kevin Murphy                         | Kevin Murphy                         | Kevin Murphy                         | James Moore                          | Frank Conniff                        |
| Gypsy                                                                                            | Josh Weinstein                                       | Jim Mallon                                            | Jim Mallon                                            | Jim Mallon                                            | Jim Mallon                                            | Jim Mallon                                            | Jim Mallon                                            | Jim Mallon                                            | Jim Mallon                                            | Jim Mallon                           | Jim Mallon                           | Patrick Brantseg                     | Patrick Brantseg                     | Patrick Brantseg                     | Jim Mallon                           |                                      |
| Cambot                                                                                           | Kevin Murphy2                                        |                                                       |                                                       |                                                       |                                                       |                                                       |                                                       |                                                       |                                                       |                                      |                                      |                                      |                                      |                                      |                                      |                                      |
| Magic Voice                                                                                      | mai multe, de obicei Jann Johnson sau Alexandra Carr | mai multe, de obicei Jann Johnson sau Alexandra Carr  | mai multe, de obicei Jann Johnson sau Alexandra Carr  | mai multe, de obicei Jann Johnson sau Alexandra Carr  | mai multe, de obicei Jann Johnson sau Alexandra Carr  | Mary Jo Pehl                                          | Mary Jo Pehl                                          | Mary Jo Pehl                                          | Mary Jo Pehl                                          |                                      | Beth "Beez" McKeever                 | Beth "Beez" McKeever                 | Beth "Beez" McKeever                 | Beth "Beez" McKeever                 |                                      |                                      |
| Dr. Clayton Forrester                                                                            | Trace Beaulieu                                       | Trace Beaulieu                                        | Trace Beaulieu                                        | Trace Beaulieu                                        | Trace Beaulieu                                        | Trace Beaulieu                                        | Trace Beaulieu                                        | Trace Beaulieu                                        | Trace Beaulieu                                        | Trace Beaulieu                       |                                      |                                      |                                      |                                      |                                      | Trace Beaulieu                       |
| Dr. Laurence "Larry" Erhardt                                                                     | Josh Weinstein                                       | Josh Weinstein                                        |                                                       |                                                       |                                                       |                                                       |                                                       |                                                       |                                                       |                                      |                                      |                                      |                                      |                                      |                                      |                                      |
| TV's Frank doar "Frank" înainte de sezonul 4                                                     |                                                      |                                                       | Frank Conniff                                         | Frank Conniff                                         | Frank Conniff                                         | Frank Conniff                                         | Frank Conniff                                         | Frank Conniff                                         |                                                       |                                      |                                      |                                      |                                      | Frank Conniff1                       |                                      | Frank Conniff                        |
| Pearl Forrester                                                                                  |                                                      |                                                       |                                                       |                                                       |                                                       |                                                       |                                                       | Mary Jo Pehl1                                         | Mary Jo Pehl                                          |                                      | Mary Jo Pehl                         | Mary Jo Pehl                         | Mary Jo Pehl                         | Mary Jo Pehl                         |                                      |                                      |
| Professor Bobo                                                                                   |                                                      |                                                       |                                                       |                                                       |                                                       |                                                       |                                                       |                                                       |                                                       |                                      | Kevin Murphy                         | Kevin Murphy                         | Kevin Murphy                         | Kevin Murphy                         |                                      |                                      |
| Observer ("Brain Guy")                                                                           |                                                      |                                                       |                                                       |                                                       |                                                       |                                                       |                                                       |                                                       |                                                       |                                      | Bill Corbett                         | Bill Corbett                         | Bill Corbett                         | Bill Corbett                         |                                      |                                      |

Note
1. Doar invitat/scurtă apariție.

2. În mod normal un rol fără vorbire. 